# Strathmere
Strathmere es un lugar designado por el censo ubicado en el condado de Cape May en el estado estadounidense de Nueva Jersey. En el año 2010 tenía una población de 158 habitantes y una densidad poblacional de 75,24 personas por km².

## Geografía
Strathmere se encuentra ubicado en las coordenadas 39°11′48″N 74°39′27″O / 39.19667, -74.65750.

## Demografía
Según la Oficina del Censo en 2000 los ingresos medios por hogar en la localidad eran de $78,709 y los ingresos medios por familia eran $77,783. Los hombres tenían unos ingresos medios de $40,972 frente a los $43,750 para las mujeres. La renta per cápita para la localidad era de $52,045. El 0% de la población estaba por debajo del umbral de pobreza.